# NUTS:LU
Als NUTS:LU oder NUTS-Regionen in Luxemburg bezeichnet man die territoriale Gliederung Luxemburgs gemäß der europäischen „Systematik der Gebietseinheiten für die Statistik“ (NUTS).
In Luxemburg bildet auf allen drei Ebenen eine einzige NUTS-Region. Die LAU-Ebene bilden in Luxemburg die 102 Gemeinden (communes).

## Liste der NUTS-Regionen in Luxemburg
| NUTS 1 | NUTS 1    | NUTS 2 | NUTS 2    | NUTS 3 | NUTS 3    |
| ------ | --------- | ------ | --------- | ------ | --------- |
| LU0    | Luxemburg | LU00   | Luxemburg | LU000  | Luxemburg |